# 3372 Братійчук
3372 Братійчук (3372 Bratijchuk) — астероїд головного поясу, відкритий 24 вересня 1976 року Миколою Черних. Названий на честь Мотрі Братійчук.
Тіссеранів параметр щодо Юпітера — 3,354.